# Бунгай
Бунгай (англ. Bungay River) — река на юге Массачусетса, приток реки Тен-Майл. Считается вместе с окружающей территорией заповедником дикой природы. Длина реки — 6,44 км. Площадь водосборного бассейна — 16,8 км²
Исток реки — озеро Гринвуд — находится около Фоксборо, далее река протекает через Северный Аттлборо и впадает Тен-Майл (приток Провиденса). 38 % площади бассейна реки покрыты лесами.
На берегу реки найдена стоянка каменного века.